# Rochester (Wisconsin)
Rochester è un comune degli Stati Uniti d'America, situato in Wisconsin, nella contea di Racine.